# Tyger (singolo)
Tyger è un singolo pubblicato nel 1987 dal gruppo tedesco di musica elettronica, i Tangerine Dream.
Il brano è disponibile in due versioni: una in vinile a sette pollici e un'altra a dodici.
Quest'ultima, oltre alla title track e alla seconda parte di 21th Century Common Man, contiene un estratto della versione di Tyger mixata per il formato singolo.
Il testo della canzone è l'omonima celebre poesia di William Blake.

## Lista delle tracce

### 7"
1. Tyger (7" version) - 4:27
2. 21th Century Common Man Part Two - 3:57

### 12"
1. Tyger - 5:49
2. Tyger (7" version) - 4:27
3. 21th Century Common Man Part Two - 3:57

## Formazione
- Jocelyn Bernadette Smith: voce
- Edgar Froese: sintetizzatori, tastiere.
- Christopher Franke: sintetizzatori, tastiere, drum machine.
- Paul Haslinger: sintetizzatori, tastiere.

## Fonte
http://www.voices-in-the-net.de/tyger_21st_century_common_man.htm